# Visual Audio Sensory Theater
Visual Audio Sensory Theater è l'album di debutto dei VAST, pubblicato il 28 aprile 1998 dall'etichetta Elektra Records.

## Il disco
L'album presenta diversi samples di monaci Benedettini registrati all'abbazia di Saint-Maur con l'appoggio dei Le Mystère des Voix Bulgares, un coro femminile a cappella bulgaro.
Il primo singolo estratto fu Pretty When You Cry, supportato da un video.
Il secondo singolo, Touched, ha riscosso un buon successo ed è diventata la canzone più famosa della band.

## Tracce
1. Here – 4:56
2. Touched – 3:57
3. Dirty Hole – 5:36
4. Pretty When You Cry – 3:50
5. I'm Dying – 4:09
6. Flames – 4:37
7. Temptation – 3:09
8. Three Doors – 4:58
9. The Niles Edge – 4:35
10. Somewhere Else to Be – 3:05
11. Untitled – 3:42
12. You – 4:55